# ルームメイツ
『ルームメイツ』は、近藤ようこによる日本の漫画。『ビッグコミック』にて1991年から1996年まで連載された。
ルームシェアを始めた還暦女性3人組と周囲の人々を描破した人間ドラマである。

## 書誌情報
近藤ようこ 『ルームメイツ』 小学館〈ビッグコミックス〉、全4巻
- 1巻、1992年6月1日発行、ISBN 978-4-09-181773-0
- 2巻、1993年12月1日発行、ISBN 978-4-09-181774-7
- 3巻、1995年12月1日発行、ISBN 978-4-09-181775-4
- 4巻、1995年12月1日発行、ISBN 978-4-09-181776-1

近藤ようこ 『ルームメイツ』 小学館〈小学館文庫〉、全3巻
- 1巻、1999年5月10日発行、ISBN 978-4-09-192361-5
- 2巻、1999年5月10日発行、ISBN 978-4-09-192362-2
- 3巻、1999年5月10日発行、ISBN 978-4-09-192363-9